# Tanichthys micagemmae
Tanichthys micagemmae es una especie de peces de la familia de los
Cyprinidae en el orden de los Cypriniformes.

## Morfología
Los machos pueden llegar alcanzar los 2,3 cm de longitud total.

## Hábitat
Es un pez de agua dulce y de clima tropical.

## Distribución geográfica
Se encuentran en Asia: río Ben Hai en Vietnam.